# Contea di Fengshan
 Fengshan  (cinese: 凤山, pinyin: Fèngshān; zhuang：Fonghsan ) è una contea che fa parte della città-prefettura di Hechi, situata nella parte occidentale della regione autonoma di Guangxi Zhuang, nel sud della Cina. Fengshan confina con la contea di Tian'e a nord, di Donglan ad est, di Bama a sud, con le contee di Leye e Lingyun e la città-prefettura di Baise ad ovest. Ha una popolazione di 189.538 di abitanti (1999), di cui il 58% appartiene al gruppo etnico degli Zhuang. Ha un'estensione di 1.738 km².